# Showrunner
A showrunner egy televíziós műsort, filmsorozatot felügyelő olyan személy, aki egy személyben felelős az adott produkció megfelelő minőségben és határidőre való elkészüléséséért. Elfogadott magyar kifejezés hiányában egyesek sorozatfuttatónak, mások sorozatfőnöknek fordítják. A showrunner a műsor/sorozat „mindenese”.
Feladatköre gyakran nehezen választható el az ú.n. creatortól illetve az executive producerétől. 

## Nevezetes showrunnerek
Az illető neve mellett az általa fémjelzett produkció(k) neve(i) szerepelnek.

### Spanyolország
- Álex Pina (A nagy pénzrablás,  Vis a vis)
- Daniel Écija (Águila roja, Médico de familia, Los Serrano, El internado)
- Javier Ambrossi és Javier Calvo, (Paquita Salas, Veneno)

### Egyesült Királyság
- Jesse Armstrong (Succession)
- Steven Knight (Birmingham bandája - ismertebb nevén Peaky Blinders)
- Phoebe Waller-Bridge (Fleabag, Killing Eve)

### Dél-Korea
- Hwang Dong-hyuk (El juego del calamar)

### Amerikai Egyesült Államok
- David Shore (House M. D.)
- Chuck Lorre (The Big Bang Theory, Two and a Half Men)
- Mike White (The White Lotus)
- Amy Sherman-Palladino (A káprázatos Mrs. Maisel, Szívek szállodája)
- Shonda Rhimes (Grey's Anatomy, Botrány (televíziós sorozat))
- Hermanos Duffer (Stranger Things)
- Ryan Murphy (Glee – Sztárok leszünk!, Dahmer)
- Damon Lindelof (Lost, A hátrahagyottak, Watchmen)
- Tina Fey ( 30 Rock, Unbreakable Kimmy Schmidt)
- James L. Brooks (Lou Grant, A Simpson család)
- Steven Bochco (Hill Street Blues, L. A. Law)
- Gene Roddenberry (Star Trek)
- Matthew Weiner (Mad Men – Reklámőrültek)
- Ross Bagdasarian Sr. (The Alvin Show)
- Joe Murray (Rocko, Camp Lazlo, Let’s Go Luna!)
- Stephen Hillenburg (SpongyaBob Kockanadrág)
- Chris Savino (The Loud House)
- J. J. Abrams (Lost, A rejtély, Person of Interest)
- Carol Mendelsohn y Anthony E. Zuiker (CSI)
- David Benioff és D. B. Weiss (Trónok harca (televíziós sorozat))
- Vince Gilligan (Breaking Bad, Better Call Saul)
- Matt Groening (A Simpson család)
- Darren Star (Melrose Place, Sex and the City)
- Craig McCracken (The Powerpuff Girls, Foster's Home for Imaginary Friends, Galaxia Wander, Cosmic Kid)